# Poule du Sussex
Pour les articles homonymes, voir Sussex.

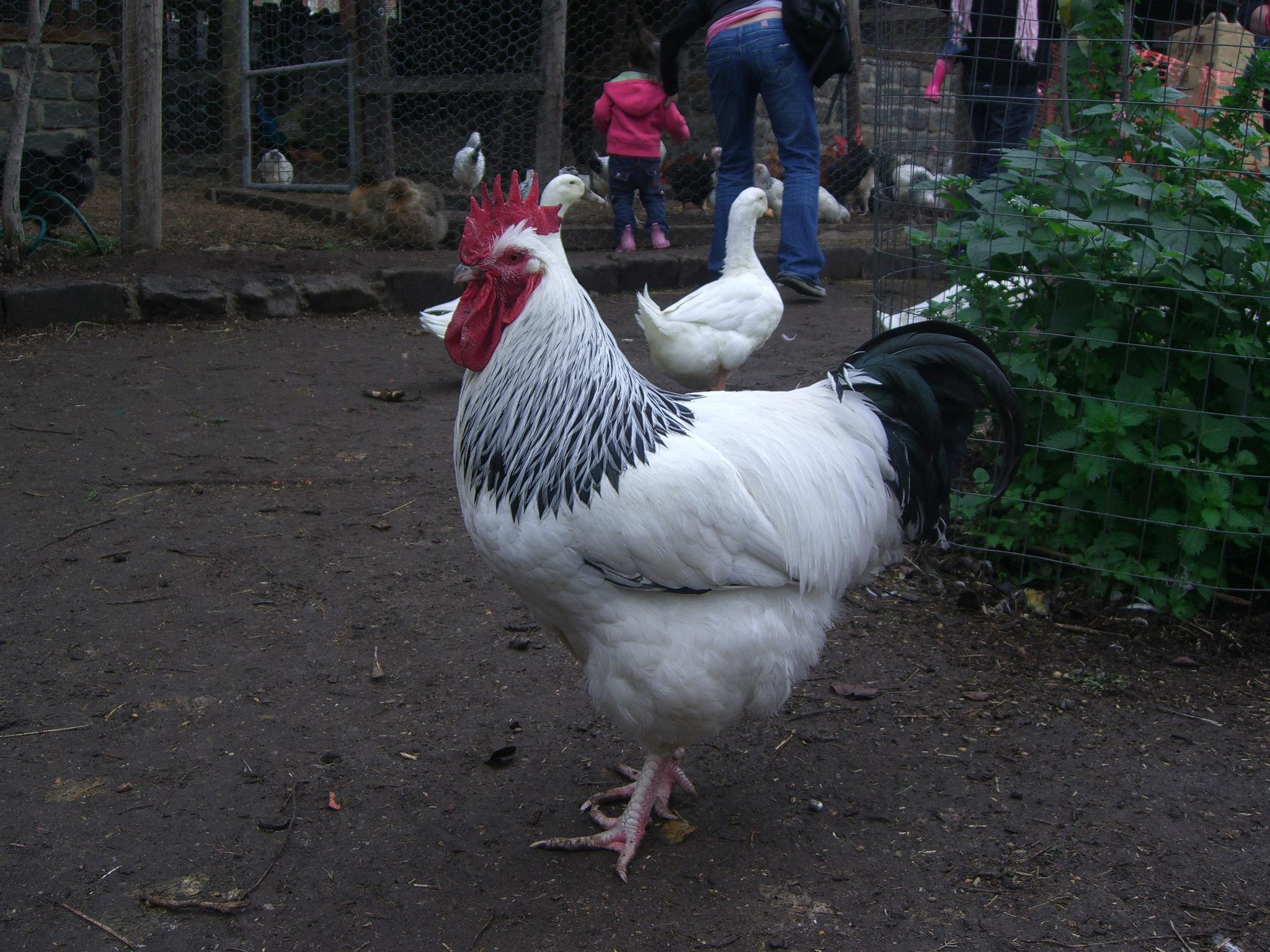
Coq sussex blanc herminé

La sussex est une race de poule domestique d'origine anglaise. Elle figure parmi les 108 races de poule reconnues du British Poultry Standard.

## Description
La sussex est une race très répandue à travers le monde, et c'est même une des seules races pures de volaille qui soit encore proposée par les élevages intensifs, c'est dire si ses qualités sont reconnues.
La sussex est une race à deux fins, élevée surtout pour sa rusticité et sa qualité de chair à peau blanche. Honorable pondeuse. Cette race est caractérisée par sa forme rectangulaire, avec un dos large et plat, des cuisses dégagées et assez musclées et un plumage abondant, mais sans bouffant.

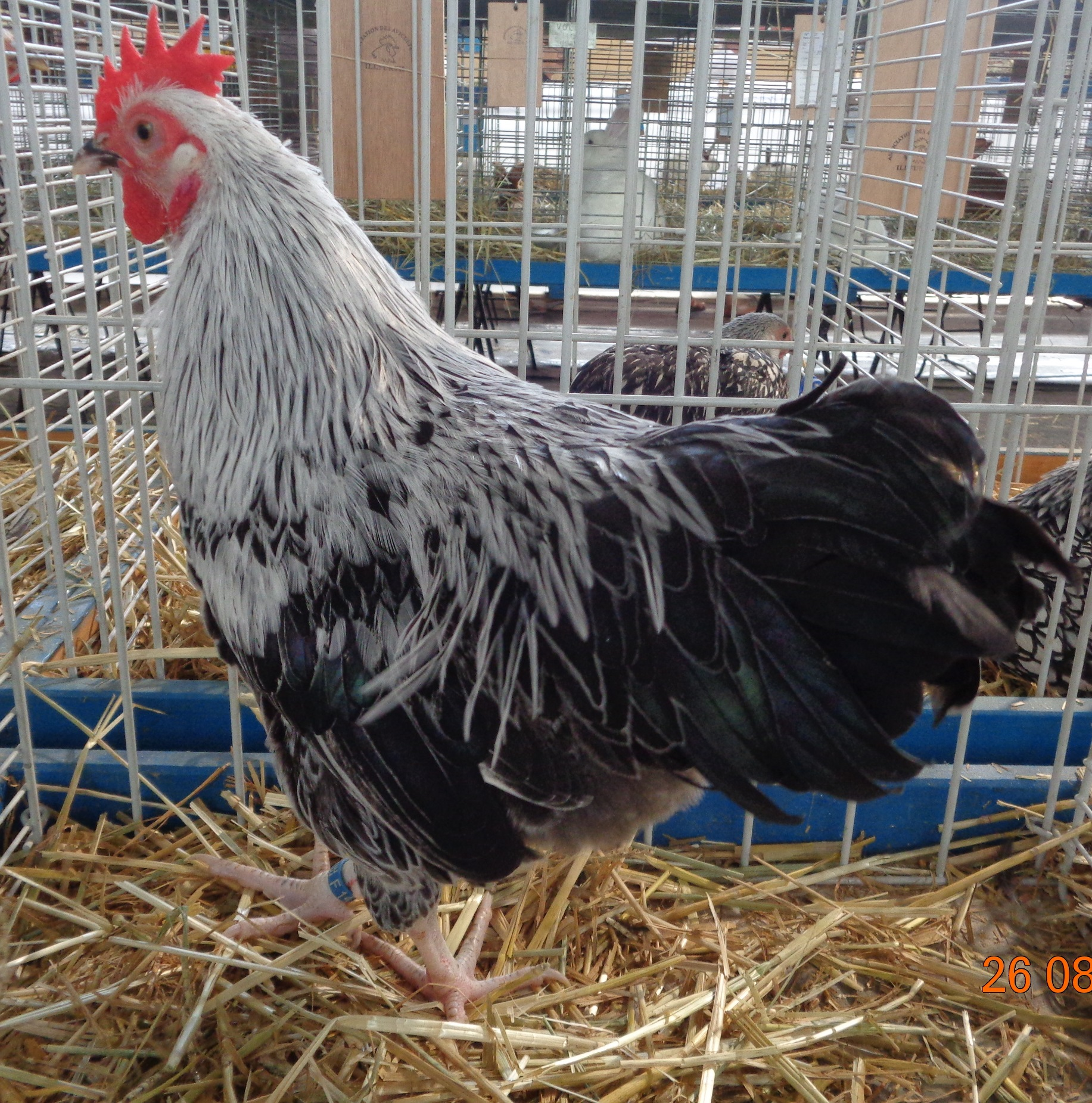
Coq Sussex nain gris argenté

Les variétés blanc herminé et tricolore sont les plus répandues mais la sussex existe en huit couleurs. La perfection du type doit dominer sur la qualité du coloris.
Les poules pondeuses industrielles blanc herminé sont très souvent confondues, par les amateurs, avec la poule de Sussex de la même couleur. La différence réside dans la masse, le type, la qualité du coloris et la fréquence de ponte.
Une étude de 2024 menée sur des poules du Sussex démontre qu'elles sont capable de rougir à différents degrés suivant leurs émotions.

### Origine

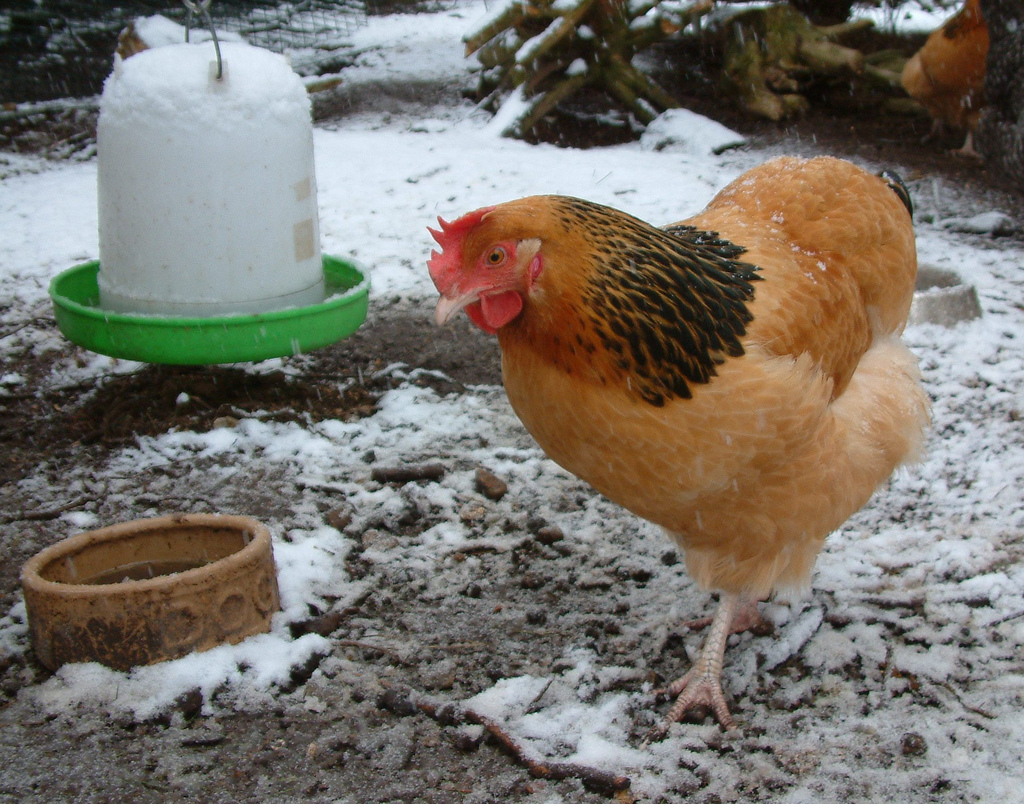
Poule Sussex fauve herminé noir

Cette volaille est originaire du sud de l'Angleterre, du comté de Sussex. Les Anglais la considèrent comme le fleuron de leur aviculture.
Elle est issue de volailles fermières indigènes (pour la ponte) croisées avec la brahma et la poule de Dorking.

### Standardofficiel
- Crête : simple
- Oreillons : rouges
- Couleur des yeux : rouge orangé
- Couleur de la peau : blanche
- Couleur des tarses : chair
- Variétés de plumage : Blanc, gris argenté, saumon doré foncé, blanc herminé noir, blanc herminé bleu, fauve herminé noir, rouge herminé noir, porcelaine rouge.

Grande race :

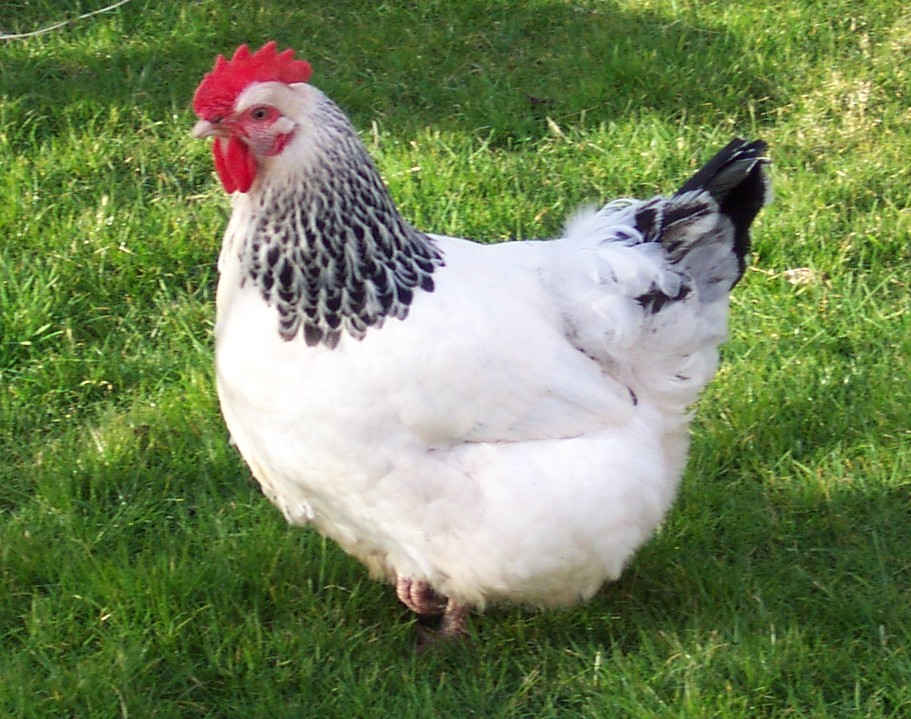
Poule Sussex blanc herminé noir

- Masse idéale : coq : minimum 4,1 kg ; poule : minimum 3,2 kg
- Œufs à couver : min. 55 g, coquille jaune à brun
- Diamètre des bagues : coq : 22 mm ; poule : 20 mm

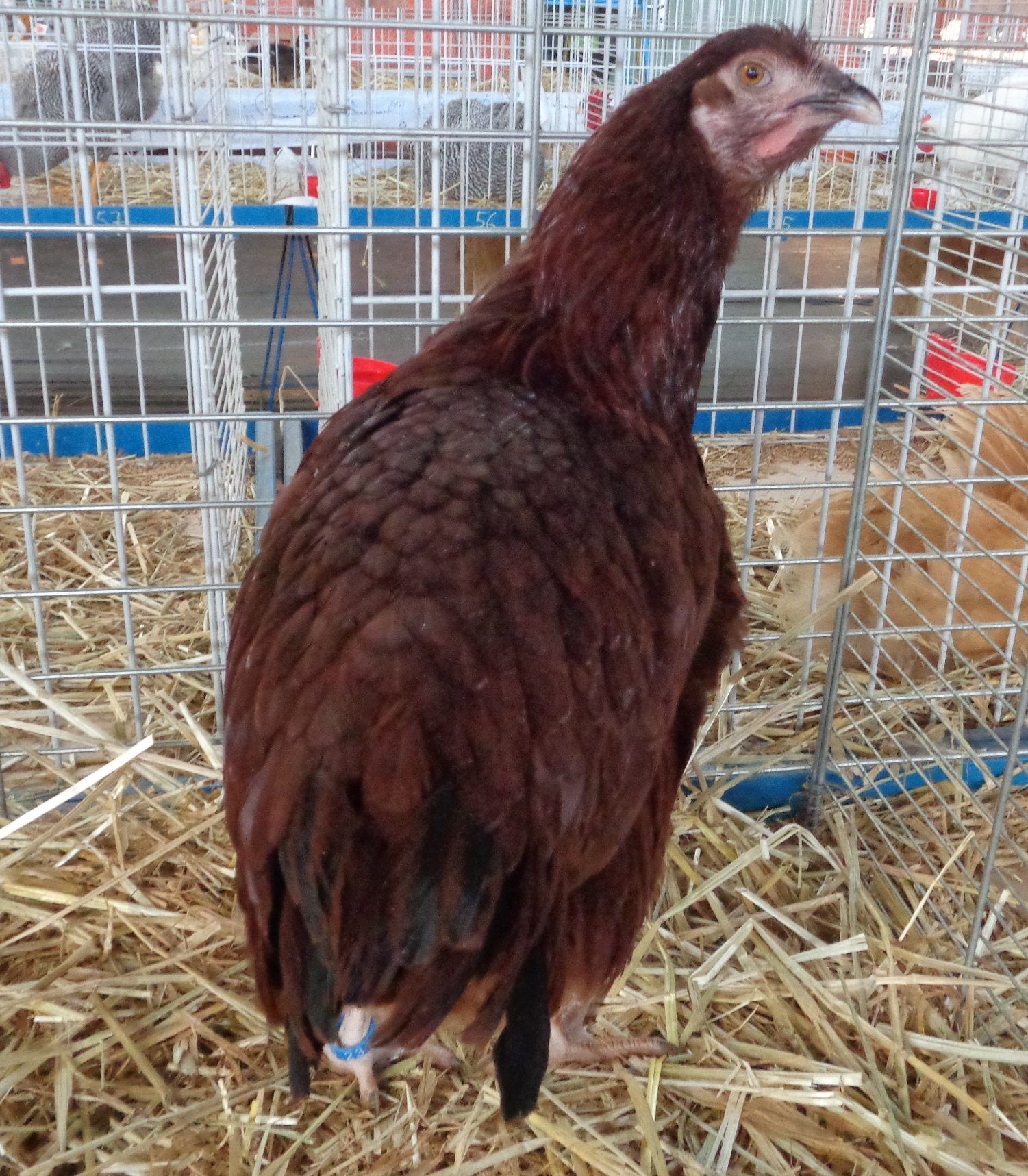
Poule Sussex rouge herminé noir

- Ponte 235 à 250 œufs par an.

Naine :
- Masse idéale : coq : 1 kg ; poule : 800 g
- Œufs à couver : min. 35 g, coquille jaunâtre
- Diamètre des bagues : coq : 14 mm ; poule : 12 mm.Poule Sussex rouge herminé noir

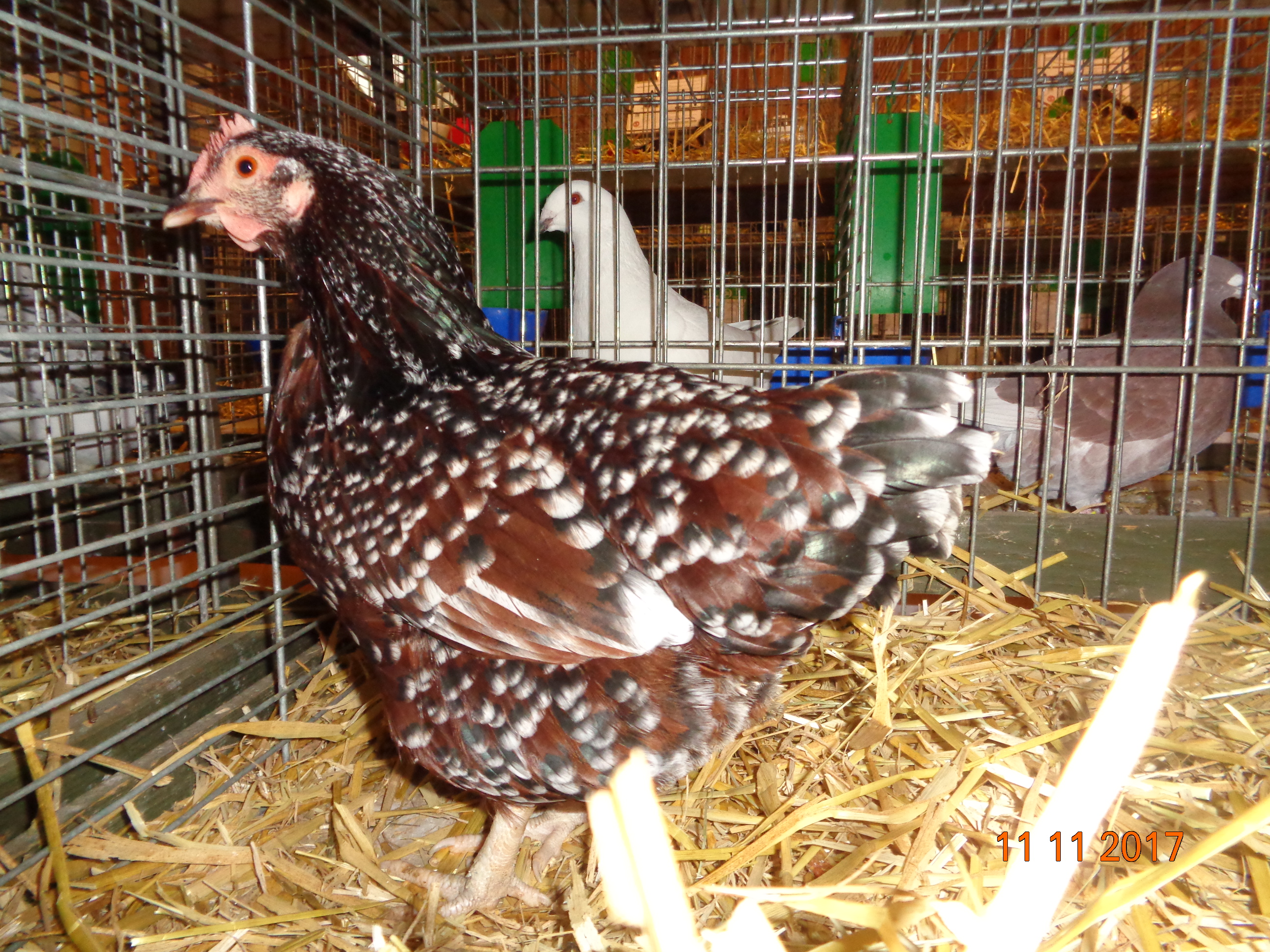
Poule Sussex naine porcelaine rouge

## Sources
- Le Standard officiel des volailles (Poules, oies, dindons, canards et pintades), édité par la Société centrale d'aviculture de France.